# تورية صغيرة الأوراق
تورية صغيرة الأوراق (الاسم العلمي:Torreya parvifolia) هي نوع من النباتات تتبع جنس التورية من الفصيلة الطقسوسية.